# Nephrodium aquilinum
Nephrodium aquilinum là một loài dương xỉ trong họ Dryopteridaceae. Loài này được Hemsl. mô tả khoa học đầu tiên năm 1885.
Danh pháp khoa học của loài này chưa được làm sáng tỏ. 